# Хестад, Эйрик
Эйрик Хестад (норв. Eirik Hestad; 26 июня 1995, Ауреосенн, Норвегия) — норвежский футболист, полузащитник клуба «Молде».

## Клубная карьера
Хестад — воспитанник клуба «Молде». В 2012 году он стал чемпионом страны, хотя не провёл на поле ни минуты. 29 сентября 2013 года в матче против «Хёугесунна» он дебютировал в Типпелиге. В 2014 году Хестад во второй раз ста чемпионом страны. 4 октября 2015 года в поединке против «Тромсё» Эйрик забил свой первый гол за «Мольде». В матчах Лиги Европы против амстердамского «Аякса» и испанской «Севильи» он отметился двумя мячами. 19 июля 2018 года в матче квалификации Лиги Европы против североирландского «Гленавона» Хестад сделал хет-трик.

## Достижения
«Мольде»
- Чемпион Норвегии (2): 2012, 2014
- Обладатель Кубка Норвегии (2): 2013, 2014